# Кирилловская (Архангельская область)
Кирилловская — деревня в Шенкурском районе Архангельской области. Входит в состав муниципального образования «Федорогорское».

## География
Деревня расположена в южной части Архангельской области, в таёжной зоне, в пределах северной части Русской равнины, в 9 километрах на юг от города Шенкурска, на правом берегу реки Шеньга, притока Вага. Ближайшие населённые пункты: на востоке деревня Сергеевская, на западе, на противоположной стороне реки, деревня Дмитриевская.
Часовой пояс
Кирилловская, как и вся Архангельская область, находится в часовой зоне МСК (московское время). Смещение применяемого времени относительно UTC составляет +3:00.

## Население
| 2002 | 2010 | 2012 |
| ---- | ---- | ---- |
| 18   | ↘17  | ↘16  |

## История
Указана в «Списке населенных мест Архангельской губернии к 1905 году» как деревня Кирилловская (Спирова) насчитывала 6 дворов, 20 мужчин и 25 женщин. В административном отношении деревня входила в состав Афанасьевского сельского общества Великониколаевской волости Шенкурского уезда Архангельской губернии.
На 1 мая 1922 года в поселении 19 дворов, 30 мужчин и 53 женщины.